# Fiat Punto
Fiat Punto er en minibil fra Fiat Automobiles. Modellen kom på markedet i oktober 1993 som efterfølger for Fiat Uno, som dog fortsat blev fremstillet indtil 1995. Siden september 2005 er Punto blevet solgt i tredje generation.
Punto er forsynet med tværliggende frontmotor og forhjulstræk.

## Generationer
- Første generation (type 176) (1993−1999)
- Anden generation (type 188) (1999−2007)
- Tredje generation (type 199) (2005−2018)